# گلنگاریف
گلنگاریف (به لاتین: Glengarriff) یک منطقهٔ مسکونی در جمهوری ایرلند است که در شهرستان کورک واقع شده‌است. گلنگاریف ۱۳۸ نفر جمعیت دارد.